# آغاسی چیلینگاریان
آغاسی هاکوبی چیلینگاریان (ارمنی: Աղասի Հակոբի Չիլինգարյան؛ زادهٔ ۱۴ سپتامبر ۱۹۰۹ - درگذشته ۱۹۸۵) سیاستمدار اهل ارمنستان بود که از تاریخ ۱۹۵۲ تا تاریخ ۱۹۵۳ سمت وزارت کشاورزی ارمنستان را برعهده داشت.

## زندگی‌نامه
در ۱۴ سپتامبر ۱۹۰۹ در آخالکالاک به دنیا آمد  وی در ۱۹۸۵ در سن ۷۶ سالگی  درگذشت